# Ex-Lady
Ex-Lady (bra: Amante de Seu Marido) é um filme pre-Code estadunidense de 1933, dos gêneros comédia romântica dramática, dirigido por Robert Florey, estrelado por Bette Davis e Gene Raymond, e co-estrelado por Monroe Owsley e Frank McHugh. O roteiro de David Boehm é uma refilmagem do filme "Illicit" (1931), estrelado por Barbara Stanwyck. Ambos os roteiros foram baseados em uma peça teatral de Edith Fitzgerald e Robert Riskin.

## Sinopse
A ilustradora comercial Helen Bauer (Bette Davis) e o escritor publicitário Don Peterson (Gene Raymond) são amantes que vivem juntos e felizes (em apartamentos separados) há algum tempo. Uma noite, depois de se esconder no quarto de Helen até que todos os convidados de uma festa fossem embora, Don anuncia que está cansado de se esconder. Ele quer casamento – e possivelmente filhos – e Helen finalmente concorda, embora ela tenha medo de que isso arruíne o relacionamento deles.
As previsões de problemas de Helen – maiores pelo estresse de abrir sua própria agência de publicidade – se tornam realidade. Agora, os dois lutam para continuar juntos, superando dificuldades e lidando com pessoas que aparecem em seus caminhos, incluindo Hugo Van Hugh (Frank McHugh), um amigo do casal, que intervém para que ambos permaneçam juntos.

## Elenco
- Bette Davis como Helen Bauer
- Gene Raymond como Don Peterson
- Monroe Owsley como Nick Malvyn
- Frank McHugh como Hugo Van Hugh
- Kay Strozzi como Peggy Smith
- Ferdinand Gottschalk como Herbert Smith
- Alphonse Ethier como Adolphe Bauer
- Claire Dodd como Iris Van Hugh
- Bodil Rosing como Sra. Bauer
- George Beranger como Convidado do Jantar / Pianista (não-creditado)
- Armand Kaliz as Homem Flertando com Iris (não-creditado)
- William H. O'Brien comi Mordomo (não-creditado)
- Gay Seabrook como Srta. Seymour, secretária de Don (não-creditada)
- Billy West como Mendigo (não-creditado)
- Renee Whitney como Convidada da Festa (não-creditada)
- Ynez como Dançarina de Boate Cubana (não-creditada)

## Produção

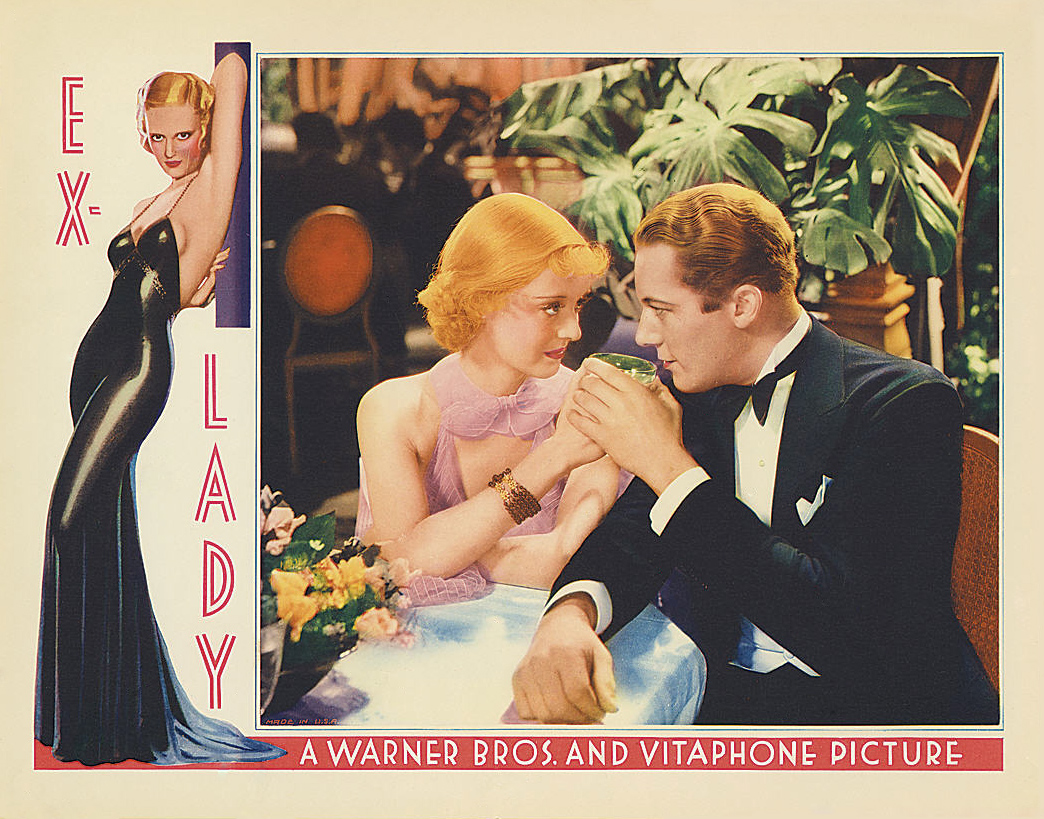
Lobby card do filme.

O filme da Warner Bros. foi uma refilmagem da produção "Illicit", estrelada por Barbara Stanwyck e lançada dois anos antes.
Após o lançamento do filme, o produtor Darryl F. Zanuck renunciou à Warners para abrir sua própria produtora, a Twentieth Century Pictures, que acabou se fundindo com a Fox para se tornar a 20th Century Fox.
O prólogo do filme "What Ever Happened to Baby Jane?" (1962) inclui uma cena de "Ex-Lady" como um exemplo do fracasso da ex-estrela infantil Jane Hudson (Bette Davis) em alcançar o sucesso no cinema devido à sua falta de talento.

## Recepção
O jornal The New York Times, em uma revisão de 1933, descreveu o filme como "uma produção honestamente escrita e fielmente representada dos problemas domésticos que afligem duas pessoas apaixonadas uma pela outra".
Em contraste, uma revisão mais recente do TV Guide chamou o filme de um "melodrama coxo, notável principalmente por ser o primeiro filme a ter o nome de Bette Davis acima do título".

### Bilheteria
De acordo com os registros da Warner Bros., o filme arrecadou US$ 228.000 nacionalmente e US$ 55.000 no exterior, totalizando US$ 283.000 mundialmente.

## Legado
Em sua autobiografia de 1962, Davis expressou seu desdém pelo filme chamando-o de "pedaço de lixo". Ela também afirmou que o filme "era para ser provocativo e provocava qualquer pessoa sensível a ter náusea".
Para o filme, Davis recebeu o tratamento de garota glamourosa de Hollywood, do qual ela se ressentiu porque "não fazia o tipo de ser glamourizada". Ela ficou ainda mais indignada com a campanha de marketing do filme, que "falsamente a retratou como se estivesse seminua" nos cartazes do filme, declarando que sua vergonha só foi ultrapassada por sua fúria. Ela odiava tanto esse filme e essa parte de sua carreira que admitiu que "conscientemente evitou com bom gosto" todas as lembranças desse filme.
Apesar da antipatia de Davis com o filme, ela admitiu ter mais desgosto por "Parachute Jumper" (1933).
Em 2013, a Warner Archive Collection incluiu o filme em sua coleção de DVD Forbidden Hollywood Collection: Volume 7; juntamente com "The Hatchet Man" (1932), "Skyscraper Souls" (1932), e "Employees' Entrance" (1933).